# 罗莎琳·萨斯曼·耶洛
罗莎琳·萨斯曼·耶洛（英語：Rosalyn Sussman Yalow，1921年7月19日—2011年5月30日），美国医学物理学家，因开发多肽类激素的放射免疫分析法，而与罗歇·吉耶曼和安德鲁·沙利共同获得1977年诺贝尔生理学或医学奖。她是自格蒂·科里之后，第二位获得诺贝尔生理学或医学奖的美国女性。

## 生平

### 孩童時期
羅莎琳·薩斯曼·耶洛出生於紐約布朗克斯，她的母親克拉拉（英語：Clara Zipper）是德國移民，父親賽門·薩斯曼（英語：Simon Sussman）則來自東歐，而耶洛從小就在一個猶太家庭長大。耶洛於高中時期在紐約布朗克斯的沃尔顿高中就讀。高中畢業後，耶洛就讀免學費的女子學院亨特學院。耶落的父母希望她能成為一名教師，但相反地，耶落決定攻讀物理領域。

### 學院時期
由於耶洛精通打字，因此最初得以在哥倫比亞大學醫學院著名的生物化學家魯道夫·舍恩海默博士處兼職秘書。當時耶洛並不認為一間優秀的研究所可以為她提供完全經濟援助，因此耶洛靠著速記法這門專長，同時在哥倫比亞大學另一位生物化學家邁克爾·海德堡處兼職秘書。1941年1月，羅莎琳·薩斯曼·耶洛於亨特學院畢業。
幾年過後，耶洛收到來自伊利诺伊大学厄巴纳-香槟分校的物理學助教聘書。 她收到這份聘書的部分原因在於當時美國剛加入第二次世界大戰，很多男性受戰爭影響而去從軍，許多大學為了避免倒閉轉而願意提供教育及工作給女性。在伊利诺伊大学厄巴纳-香槟分校時期，耶洛是該部門400名中唯一一名女性雇員，也是該部門自1917年以來第一位女性雇員。:1091945年時，耶洛取得博士學位。第二年夏天，她參加了政府在紐約大學主辦的兩門免費物理課程。

### 婚姻與家庭
1943年6月，羅莎琳·薩斯曼·耶洛與她的同學亞倫·耶洛（英語：Aaron Yalow）結婚，而亞倫是拉比的兒子。他們婚後有兩個孩子，分別為本傑明·耶洛（英語：Benjamin Yalow）和耶拉娜·耶洛（英語：Elanna Yalow），另他們倆仍保留猶太教飲食規定。耶洛並認為她的職責在家庭生活，因此她將個人職業生涯融入家庭生活內。:109不過，耶洛仍將家庭主婦這一傳統角色視為優先事項，並致力於扮演母親及妻子等相關傳統職責。
在耶洛整個職業生涯中，她傾向於盡量避免加入女權組織，但她仍主張讓更多女性參與科學研究。雖然耶洛認為她在物理學方面的發展機會有部分是來自於戰爭因素，但她認為戰爭結束後，社會上對女性工作者的需求誘因減少，因此可能會導致女性在這一領域發展的人數減少。儘管耶洛認為女權主義運動是對她傳統信仰的挑戰，但她仍鼓勵女性參與科學研究，而不是僅僅在家擔當母親與妻子。:109

## 事業
自1941年1月從亨特學院畢業後1個月，羅莎琳·薩斯曼·耶洛收到伊利諾伊大學厄巴納-香檳分校物理系的助教聘書；不過要在伊利諾伊大學工程學院物理系研究所課程受到認可是她作為一名女性須克服的眾多障礙之一；因為在當時，男性正主導著整個科學領域，尤其是在物理領域的培訓、認可、晉升、發展等許多方面的機會。
當耶洛於1941年9月進入伊利諾伊大學厄巴納-香檳分校時，她是整個系所裡400名教授和助教中唯一一位女性，同時是該工程學院二十多年來第一位就讀及任教的女性。儘管耶洛將她能在著名的研究所任職一事歸功於第二次世界大戰期間造成的男性短缺潮，然而耶洛也在有天賦的男性群眾裡，意識到更廣闊的科學世界。在耶洛的努力下，這些男性認知到她的才華，讓他們願意鼓勵她及支持她，並幫助她成功。
在香檳分校期間，耶洛覺得她周圍其他女性因她的企圖心而不喜歡她。其他女性認為耶洛因好奇心而放棄了當時女性在科學界中唯一可被接受的道路，即成為高中科學教師，但耶洛卻想成為一名物理學家。在同一時期，耶洛參加本科以外的額外課程，以便能增加她的知識，因此耶洛除了處理常規教學職責外，還想做原創實驗研究。
多年以來，耶洛經常在工作中面臨女性的批評，但如果她發覺有年輕女性帶有成為科學家的潛力，就不會放棄也不會拒絕這些年輕女性的需求。不過在耶洛的一生中，從未成為科學領域中女權組織的倡導者。耶洛甚至引用別人的話，批評某些女權組織：「現在有些女性科學組織讓我感到困擾，她們認為女性的待遇必須與男性不同，但我不同意這論點。」:81雖然許多女性在耶洛獲得諾貝爾獎之後以她為榜樣，但耶洛並沒有成為提高女性待遇或科學界女權運動的代表性人物。:76
耶洛在離開伊利諾伊大學厄巴納-香檳分校物理系研究所助教一職後，第一份工作是擔任联邦长途电信实验室（Federal Telecommunications Laboratory）的助理電機工程師，而她再次成為該實驗室裡唯一一位女性員工。1946年時，耶洛回到亨特學院教授物理學，此時她影響了許多女性，尤其是年輕時的米爾德里德·德雷斯爾豪斯，當時耶洛負責指導未來的「碳科學的女王」，讓米爾德里德決定放棄擔任小學教師，並轉而加入研究生涯。耶洛從1946年到1950年間仍然擔任一名物理講師，但到了1947年後，她開始與美國退伍軍人事務部長期合作，成為詹姆士·彼得退伍軍人事務部醫療中心的顧問。
退伍軍人事務部希望建立一項研究計劃，以探索放射性物質在醫學的用途。到1950年時，耶洛在醫療中心配置一間放射性同位素實驗室，並決定離開教職，將注意力全天集中在研究上。耶洛接著與所羅門·柏森合作開發放射免疫分析，這項技術屬於放射性示蹤技術，可以測量人體血液中各種微量生物物質以及多種其他含水液體。這項技術最初用於研究糖尿病患者的胰島素水平，後來還應用到測量其它數百種物質，包括荷爾蒙、維生素、酵素等等，這些物質都因含量太小而無法用一般方式檢測水平。
儘管這項技術擁有巨大的商業潛力，但耶洛與柏森拒絕為此技術申請專利。1968年，耶洛被任命為西奈山醫院醫學系研究教授，後來又成為所羅門·柏森的特聘教授。

## 奖项

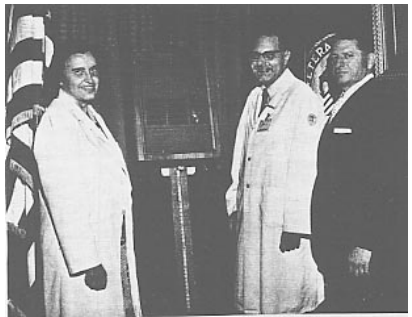
羅莎琳·薩斯曼·耶洛（圖左）與肯尼斯·斯特林（圖中）共同獲得威廉·尚寧·密頓，並與詹姆士·彼得退伍軍人事務部醫療中心主任哈羅德·賈弗里（Harold Jaffrey，圖右）共同攝像。

羅莎琳·薩斯曼·耶洛曾獲得葡萄牙傅爾布萊特獎學金，這是一項美國政府資助的國際教育交流計劃，該計劃主要以提供優秀獎學金，為該領域提供競爭性，同時贊助參與者在自有領域進行國際交流，這些領域包括科學、商業、學術、公共服務、政府部門、藝術等等。
1961年，耶洛獲得美國糖尿病協會頒發的禮來獎，該協會是世界上最大的糖尿病及其併發症醫學協會，該協會為多達100名學者提供獎學金，並舉辦科學會議進行交流。此外，協會還為這些學者提供教育和培訓課程，使其成為專業教育計劃教師，並且可臨床管理相關疾病。
1971年時，耶洛獲頒蓋爾德納基金會國際獎:175，該獎項旨在表彰世界上最具創造力及成就的生物醫學家，感謝他們推動人類的發展。同年，耶洛獲頒美國醫師學會獎，該獎項旨在表彰獲獎者在內科學的傑出貢獻。
1972年，耶洛因卓越研究而被授予威廉·尚寧·密頓獎，該獎項是每年生物醫學實驗研究和開發服務最高榮譽，授予資深生物醫學研究家，以表彰他們傑出的科學貢獻和成就，以及改善退伍軍人的醫療保健。同年，耶洛還獲得內分泌學會科赫獎:175，該獎項授予獲獎者在內分泌領域的卓越研究、教育和臨床實驗等。
1975年，耶洛和柏森共同获得AMA科学成就奖，以表彰兩人在科學成就方面的傑出貢獻。隔年，耶洛成为第一位获得拉斯克基礎醫學研究獎的女性得主，該獎項由阿爾伯特·拉斯克和瑪麗·沃德·拉斯克於1945年創立，旨在表彰醫學領域作出突出貢獻的科學家、醫生和公共服務人員。
1977年，耶洛与罗歇·吉耶曼和安德鲁·沙利共同获得诺贝尔生理学或医学奖，她是歷屆第六位女性及第一位美國籍女性在科學領域獲得諾貝爾獎，同時也是繼格蒂·科里之后，第二位获得诺贝尔生理学或医学奖的美国女性。获奖理由是研发肽类激素的放射免疫分析技术，這是一种在无须采用生物测定方法的情况下用于检测抗原（例如，血清之中病毒、激素、藥物等水平）的实验室测定方法。通過測量人體內的物質，可以對肝炎等疾病進行血液篩查。此外，该技术也可用于测量抗生素的有效性和药物的剂量水平。
1978年，耶洛獲選為美国文理科学院院士:175，該職位為職涯初期學者科研人士提供科學或工程方面的培訓訓練，並讓其了解與科研相關的公共政策和行政方面訊息。1986年，耶洛獲頒紐約科學院亞伯拉罕·克雷西·莫里遜自然科學獎，該獎項旨在頒發給紐約科學院內最佳科學論文創作者。1988年，耶洛获得美国国家科学奖章:176，該獎章為美國科學及技術領域內的最高榮譽獎章。1993年，耶洛入選為美國國家女性名人堂。

## 延伸阅读
- Goldsmith, S J, , J. Nucl. Med. 28 (10), 1987, 28 (10): 1637–9Oct 1987, PMID 3309206 （英语）
- Kyle, Robert A; Shampo, Marc A, , Mayo Clin. Proc. 77 (1), 2002, 77 (1): 4Jan 2002, PMID 11794457, doi:10.4065/77.1.4 （英语）
- Opfell, Olga S. . Metuchen, N.J & London: Scarecrow Press, Inc. 1978: 224–233. ISBN 978-0810811614 （英语）.
- , Mt. Sinai J. Med. 59 (2), 1992, 59 (2): 95–185, PMID 1574076 （英语）
- Patton, Dennis D, , J. Nucl. Med. 43 (3), 2002, 43 (3): 25N–28NMar 2002, PMID 11911104 （英语）
- Raju, T N, , Lancet 354 (9188), 1999, 354 (9188): 1481Oct 23, 1999, PMID 10543707, doi:10.1016/S0140-6736(05)77628-5 （英语）
- , American Journal of Physical Medicine 57 (1), 1978, 57 (1): 44–5Feb 1978, PMID 345822 （英语）
- Schwartz, I L, , Mt. Sinai J. Med. 40 (3), 1973, 40 (3): 284–94, PMID 4351488 （英语）
- Straus, E W, , Mt. Sinai J. Med. 59 (2), 1992, 59 (2): 95–100Mar 1992, PMID 1574075 （英语）
- Yanaihara, N, , Tanpakushitsu Kakusan Koso 23 (3), 1978, 23 (3): 232–61978, PMID 349610 （英语）
- Yalow, R S, , Scand. J. Immunol. 35 (1), 1992, 35 (1): 1–23Jan 1992, PMID 1734492, doi:10.1111/j.1365-3083.1992.tb02829.x （英语）
- Yalow, R S; Berson, S A, , Obes. Res. 4 (6), 1996, 4 (6): 583–600Nov 1996, PMID 8946445, doi:10.1002/j.1550-8528.1996.tb00274.x （英语）
- Haber, Louis. . New York: Harcourt Brace Jovanovich. 1979. ISBN 9780152992026 （英语）.